# Stilyan Nikolov
Stilyan Nikolov (Bulgarian: Стилян Николов; sinh 16 tháng 7 năm 1991) là một cầu thủ bóng đá Bulgaria thi đấu ở vị trí hậu vệ cho Septemvri Sofia.